# -Zero Hearts-
『-Zero Hearts-』（ゼロハーツ）は、飛蘭の4枚目のオリジナルアルバム。飛蘭名義のラストアルバム。2015年1月7日にランティスから発売された。
15thから19thまでのシングル曲を収録している。タイトルには、メジャーデビュー前の気持ちに立ち返ってそこから研鑽を積む気持ちが込められている。

## 音楽性
1曲目「東京ゼロハーツ」は、19thシングル曲であり、テレビアニメ『東京ESP』のオープニングテーマ。
2曲目「Blue sanction」は、16thシングルカップリング曲であり、PS3ゲーム『BLAZBLUE CHRONOPHANTASMA』のオープニングテーマ。
3曲目「時空のパルス」は、PCゲーム『戦国†恋姫〜乙女絢爛☆戦国絵巻〜』の主題歌。どことなく古典的なフレーズを盛り込んだ繊細な楽曲に仕上がっている。
4曲目「魂のreload」は、PCゲーム『イノセントバレット -the false world-』の挿入歌。
5曲目「God FATE」は、15thシングル曲であり、テレビアニメ『八犬伝―東方八犬異聞―』のオープニングテーマ。
6曲目「synonym」は、テレビアニメ『BLAZBLUE ALTER MEMORY』の最終回エンディングテーマ。
7曲目「悲烈バイオレンス」は、PCゲーム『偽骸のアルルーナ』の主題歌。
8曲目「keep the faith」は、PCゲーム『イノセントバレット -the false world-』のオープニングテーマ。
9曲目「CHOOSE THE WORLD」は、PCゲーム『グリザイアの楽園』の挿入歌。
10曲目「愛ト激情」は、オンラインゲーム『戦国闘檄〜バーニングスピリッツ〜』の主題歌。
11曲目「優しさの蕾」は、18thシングル曲であり、特撮テレビドラマ『牙狼-GARO- -魔戒ノ花-』のエンディングテーマ。
12曲目「薔薇色事変」は、PCゲーム『ChuSingura 46+1 武士の鼓動』のオープニングテーマ。
13曲目「BLUE BLAZE」は、17thシングル曲であり、テレビアニメ『BLAZBLUE ALTER MEMORY』のオープニングテーマ。
14曲目「wonder fang」は、16thシングル曲であり、テレビアニメ『八犬伝―東方八犬異聞―』の第2期オープニングテーマ。
15曲目「Best Fighter」は、18thシングルカップリング曲であり、テレビ東京『アニメマシテ』の2014年4月分エンディングテーマ。
16曲目「BELIEVE」は、17thシングル曲であり、オンラインゲーム『ラグナロクオンライン』世界大会『Ragnarok World Chamionship 2013』のイメージソング。
17曲目「Never Slash!!」は、PCゲーム『がくと！』テーマソングのリアレンジ新録版。

## リリース
2015年1月7日にLantisから発売された。飛蘭のオリジナルアルバムとしては前作『ALIVE』から約1年10か月ぶりのリリースとなる。なお、当初の予定では、2014年12月10日に発売予定であったが、制作上の都合により約1ヶ月延期された。
初回限定盤（LACA-35469）と通常盤（LACA-15469）の2種リリースで、初回限定盤には8thシングル「終末のフラクタル」から14thシングル「Realization」までと17thシングル「BLUE BLAZE」のPVを収めたDVDが同梱されている。

## 収録内容
| #         | タイトル             | 作詞      | 作曲       | 編曲       | 時間  |
| --------- | -------------------- | --------- | ---------- | ---------- | ----- |
| 1.        | 「東京ゼロハーツ」   | 上松範康  | 上松範康   | 藤間仁     | 4:01  |
| 2.        | 「Blue sanction」    | 飛蘭      | 俊龍       | 鈴木マサキ | 4:15  |
| 3.        | 「時空のパルス」     | 飛蘭      | Shade      | Shade      | 4:34  |
| 4.        | 「魂のreload」       | 飛蘭      | 矢鴇つかさ | 酒井拓也   | 4:29  |
| 5.        | 「God FATE」         | 飛蘭      | 河田貴央   | 河田貴央   | 5:06  |
| 6.        | 「synonym」          | 三重野瞳  | 石渡太輔   | 鈴木マサキ | 4:56  |
| 7.        | 「悲烈バイオレンス」 | 飛蘭      | 仁堂敦     | 仁堂敦     | 3:52  |
| 8.        | 「keep the faith」   | 飛蘭      | 矢鴇つかさ | 矢鴇つかさ | 4:40  |
| 9.        | 「CHOOSE THE WORLD」 | 桑島由一  | 菊田大介   | 菊田大介   | 4:04  |
| 10.       | 「愛ト激情」         | RUCCA     | 菊田大介   | 菊田大介   | 4:37  |
| 11.       | 「優しさの蕾」       | 飛蘭      | 上松範康   | Evan Call  | 5:02  |
| 12.       | 「薔薇色事変」       | RUCCA     | 菊田大介   | 喜多智弘   | 4:04  |
| 13.       | 「BLUE BLAZE」       | 飛蘭      | R・O・N    | R・O・N    | 3:36  |
| 14.       | 「wonder fang」      | 飛蘭      | 小山寿     | 小山寿     | 3:42  |
| 15.       | 「Best Fighter」     | 飛蘭      | 喜多智弘   | 喜多智弘   | 3:47  |
| 16.       | 「BELIEVE」          | 飛蘭      | 五条下位   | 五条下位   | 4:23  |
| 17.       | 「Never Slash!!」    | Kanoko    | 藤田淳平   | 喜多智弘   | 3:45  |
| 合計時間: | 合計時間:            | 合計時間: | 合計時間:  | 合計時間:  | 73:00 |

| #  | タイトル                                 | 作詞 | 作曲・編曲 |
| -- | ---------------------------------------- | ---- | ---------- |
| 1. | 「終末のフラクタル」(Music Clip)         |      |            |
| 2. | 「螺旋、或いは聖なる欲望。」(Music Clip) |      |            |
| 3. | 「灯-TOMOSHIBI-」(Music Clip)            |      |            |
| 4. | 「Blood teller」(Music Clip)             |      |            |
| 5. | 「Dead END」(Music Clip)                 |      |            |
| 6. | 「WHITE justice」(Music Clip)            |      |            |
| 7. | 「Realization」(Music Clip)              |      |            |
| 8. | 「BLUE BLAZE」(Music Clip)               |      |            |

## チャート
| チャート（2015年）                                 | 最高位 |
| -------------------------------------------------- | ------ |
| オリコン                                           | 49     |
| Billboard Japan Top Albums                         | 54     |
| Billboard Japan Top Independent Albums and Singles | 11     |